# Elecciones provinciales de Córdoba de 2019
Las elecciones en la provincia de Córdoba de 2019 se realizaron el 12 de mayo. Ese día se eligieron gobernador, vicegobernador y 70 legisladores provinciales, además de cargos en importantes municipios. Otras elecciones municipales se realizarán a lo largo del año, además de las elecciones nacionales.
Para estas elecciones se aprobó en la legislatura el aval a candidaturas dobles, es decir que dentro de un mismo partido o alianza un candidato puede al mismo tiempo presentarse a un cargo diferente. También se aprobó un aumento en el presupuesto de campaña, tanto para el financiamiento estatal como para el privado.

## Renovación de la Legislatura
En los comicios se renovará la totalidad de la Legislatura cordobesa, que cuenta con 70 bancas, de las cuales 44 son electas por toda la provincia y 26 electas a razón de una por cada uno de los departamentos.
La composición actual es:
| Bloque | Bloque                                    | Bancas | Bancas |
| Bloque | Bloque                                    | 2015   | 2019   |
| ------ | ----------------------------------------- | ------ | ------ |
|        | Unión por Córdoba                         | 36     | 40     |
|        | Córdoba Podemos                           | 8      | 4      |
|        | Unipersonal                               | 8      | 1      |
|        | Unión Cívica Radical                      | 22     | 13     |
|        | Frente Cívico de Córdoba                  | 22     | 6      |
|        | Propuesta Republicana                     | 22     | 3      |
|        | Frente de Izquierda y de los Trabajadores | 3      | 2      |
|        | PTS - Frente de Izquierda                 | 3      | 1      |
|        | Encuentro Vecinal Córdoba                 | 1      | 1      |
| Total  | Total                                     | 70     | 70     |

## Encuestas
| Fecha       | Encuestadora               | Juan Schiaretti | Mario Negri | Ramón Mestre | Pablo Carro | Liliana Olivero | Aurelio Elorrio | Indecisos | Ninguno/Blanco | Otro  |
| ----------- | -------------------------- | --------------- | ----------- | ------------ | ----------- | --------------- | --------------- | --------- | -------------- | ----- |
| 6/3 - 14/3  | Opinaia                    | 34              | 21          | 14           | 7           | 3               | 3               | 10        | 7              | —     |
| 22/3 - 10/4 | Grupo Feedback             | 62,7            | 6,2         | 11,1         | —           | —               | —               | 10        | 3,7            | 4,6   |
| 30/3 - 1/4  | Explanans                  | 43,4            | 10,7        | 15,7         | —           | 5               | 5,4             | —         | —              | —     |
| 18/4 - 21/4 | CIGP                       | 30,05           | 24,13       | 10,20        | —           | —               | —               | 5,22      | 1,75           | 19,65 |
| 26/4 - 28/4 | Plusvalía                  | 32,25           | 28,25       | 11,05        | —           | 6,50            | 5,25            | 10,50     | —              | 5,75  |
| 7/5         | Ricardo Aragón & Asociados | 44,8            | 16,4        | 15,3         | —           | 6,9             | 6,6             | —         | —              | 10,0  |
| Fuentes:    |                            |                 |             |              |             |                 |                 |           |                |       |

## Candidatos a gobernador
Orden según aparecen en la boleta única.
| Logo                                                                               | Logo                                                                     | Partido/alianza                           | Partidos en la alianza | Candidato/a a gobernador/a                                                                             | Candidato/a a gobernador/a                                    | Candidato/a a vicegobernador/a | Candidato/a a vicegobernador/a |
| ---------------------------------------------------------------------------------- | ------------------------------------------------------------------------ | ----------------------------------------- | --- | --- | ------------------------------------------------------------- | ------------------------------ | ------------------------------ |
|                                                                                    |                                                                          | Partido Humanista                         | Partido sin alianza | | Fernando Adrián Schüle                                        |                                | María Cristina Vergara         |
| - Productor del programa de televisión En obras, del Canal 10 de Córdoba           | - Productor del programa de televisión En obras, del Canal 10 de Córdoba | Partido Humanista                         | - Jubilada docente | - Jubilada docente                                                                                     |                                                               |                                |                                |
|                                                                                    |                                                                          | Córdoba Cambia                            | - Propuesta Republicana - Frente Cívico de Córdoba - Unión Popular - Coalición Cívica ARI | | Mario Negri                                                   |                                | Héctor Baldassi                |
| - Diputado nacional (2011-presente)                                                | - Diputado nacional (2011-presente)                                      | Córdoba Cambia                            | - Propuesta Republicana - Frente Cívico de Córdoba - Unión Popular - Coalición Cívica ARI | - Diputado nacional (2013-presente)                                                                    | - Diputado nacional (2013-presente)                           |                                |                                |
|                                                                                    |                                                                          | Encuentro Vecinal Córdoba                 | Partido sin alianza | | Aurelio García Elorrio                                        |                                | Marisa Inés Arias              |
| - Legislador provincial                                                            |                                                                          | Encuentro Vecinal Córdoba                 | | |                                                               |                                |                                |
|                                                                                    |                                                                          | Unión del Centro Democrático              | Partido sin alianza | | Carlos Alberto Bianco                                         |                                | Daniel Omar Lubatti            |
| - Ex diputado provincial (1987-1995) - Ex senador provincial (1995-1999) - Abogado |                                                                          | Unión del Centro Democrático              | | |                                                               |                                |                                |
|                                                                                    |                                                                          | Unión Cívica Radical                      | Partido sin alianza | | Ramón Javier Mestre                                           |                                | Carlos Edgardo Briner          |
| - Intendente de Córdoba (2011-2019)                                                | - Intendente de Córdoba (2011-2019)                                      | Unión Cívica Radical                      | - Intendente de Bell Ville (2015-presente) | - Intendente de Bell Ville (2015-presente)                                                             |                                                               |                                |                                |
|                                                                                    |                                                                          | Frente de Izquierda y de los Trabajadores | - Partido Obrero - Partido de los Trabajadores Socialistas - Izquierda Socialista | | Liliana Olivero                                               |                                | Javier Musso                   |
| - Ex legisladora provincial (2001-2013)                                            |                                                                          | Frente de Izquierda y de los Trabajadores | - Partido Obrero - Partido de los Trabajadores Socialistas - Izquierda Socialista | |                                                               |                                |                                |
|                                                                                    |                                                                          | Movimiento Avanzada Socialista            | Partido sin alianza | | Eduardo José Mulhall                                          |                                | Julia Di Santi                 |
| - Docente de electricidad y electrónica                                            |                                                                          | Movimiento Avanzada Socialista            | | |                                                               |                                |                                |
|                                                                                    |                                                                          | Hacemos por Córdoba                       | - Partido Justicialista - Partido Fe - Partido Demócrata Cristiano - Movimiento de Integración y Desarrollo - Unión Vecinal Federal - Partido Liberal Republicano - Partido Intransigente - Partido Socialista - Partido GEN - Acción para el Cambio - Compromiso Federal - Partido de la Concertación FORJA | | Juan Schiaretti                                               |                                | Manuel Calvo                   |
| - Gobernador de Córdoba (2007-2011; 2015-presente)                                 | - Gobernador de Córdoba (2007-2011; 2015-presente)                       | Hacemos por Córdoba                       | - Partido Justicialista - Partido Fe - Partido Demócrata Cristiano - Movimiento de Integración y Desarrollo - Unión Vecinal Federal - Partido Liberal Republicano - Partido Intransigente - Partido Socialista - Partido GEN - Acción para el Cambio - Compromiso Federal - Partido de la Concertación FORJA | - Secretario de Comunicaciones y Conectividad (2018-presente)                                          | - Secretario de Comunicaciones y Conectividad (2018-presente) |                                |                                |
|                                                                                    | —                                                                        | Movimiento de Acción Vecinal              | Partido sin alianza | | Kasem Merched Dandach                                         |                                | Alejandra F. Durán             |
| - Ex legislador provincial (2001-2011)                                             | - Ex legislador provincial (2001-2011)                                   | Movimiento de Acción Vecinal              | - Ex convencional constituyente municipal de Villa Carlos Paz (2007) | - Ex convencional constituyente municipal de Villa Carlos Paz (2007)                                   |                                                               |                                |                                |
|                                                                                    |                                                                          | Vecinalismo Independiente                 | Partido sin alianza | | Alberto "Beto" Beltrán                                        |                                | María Eugenia Gordillo         |
| - Periodista                                                                       |                                                                          | Vecinalismo Independiente                 | | |                                                               |                                |                                |
|                                                                                    |                                                                          | Unión Ciudadana                           | Partido sin alianza | | Agustín Alejandro Spaccesi                                    |                                | Andrés Enrique Braun           |
| - Empresario                                                                       |                                                                          | Unión Ciudadana                           | | |                                                               |                                |                                |
|                                                                                    |                                                                          | MST-Nueva Izquierda                       | - Movimiento Socialista de los Trabajadores - Nueva Izquierda | [[File:Luciana en el día de la memoria, verdad y justicia..jpg\|400px\|alt={{{Alt\|{{{descripción}}}]] | Luciana Echevarría                                            |                                | Gastón Vacchiani               |
| - Ex legisladora provincial (2015) - Comunicadora social - Docente                 | - Ex legisladora provincial (2015) - Comunicadora social - Docente       | MST-Nueva Izquierda                       | - Movimiento Socialista de los Trabajadores - Nueva Izquierda | - Médico psiquiatra - Dirigente gremial                                                                | - Médico psiquiatra - Dirigente gremial                       |                                |                                |

### Córdoba Cambia
La fórmula Mario Negri-Héctor Baldassi se generó luego de una alianza entre Negri (UCR), Baldassi (PRO) y Luis Juez (Frente Cívico), todos precandidatos de Cambiemos para la gobernación. Con este acuerdo, además de la fórmula para la gobernación, se definió que Juez sería el precandidato del espacio que luego se denominaría Córdoba Cambia para la intendencia de la ciudad de Córdoba.

### MST-Nueva Izquierda
Para estas elecciones, el MST-Nueva Izquierda presentó como candidatos a la fórmula de la gobernación a la docente, comunicadora social y ex legisladora provincial Luciana Echevarría y al médico psiquiatra y dirigente gremial Gastón Vacchiani. En el mes de marzo, la Justicia Electoral de la provincia rechazó la lista presentada por el espacio argumentando que había exceso de mujeres y no se respetaba el cupo de 50 % de mujeres y 50 % de varones. Finalmente, el partido presentó una nueva lista modificada que fue aceptada. La candidata a gobernadora fue madre un mes antes de las elecciones, siendo la primera candidata de la historia de Córdoba en dar a luz durante la campaña electoral.

### Partido Humanista
Para estas elecciones, el Partido Humanista postula para gobernador a Fernando Schüle, técnico agrónomo y productor del programa de televisión En obras, transmitido por el Canal 10 de Córdoba, y para vicegobernadora a Cristina Vergara, jubilada docente.

### Candidaturas retiradas

#### Política Abierta para la Integridad Social
El partido Política Abierta para la Integridad Social (PAIS) surgió como escisión del Partido Justicialista en 1994 y fue reorganizado en la provincia de Córdoba en 1996. Presentó para estas elecciones la fórmula Enrique Sella-Jorge Insegna. El candidato a gobernador Enrique Sella falleció menos de un mes antes de los comicios, el 18 de abril, a los 75 años. El Fuero Electoral de la provincia autorizó al partido a designar una nueva fórmula, con la fecha límite del 22 de abril. Sin embargo, el partido decidió retirarse de las candidaturas a gobernador y vicegobernador. A pesar de esto su nombre y el partido aparecerán en la boleta única, aunque su voto se considerará como un voto en blanco para la categoría de gobernador.

#### Córdoba Ciudadana
El Frente Córdoba Ciudadana (conformado por Kolina, el Partido de la Victoria, Nuevo Encuentro, Partido Solidario, Frente Grande, Frente Federal de Acción Solidaria, el Partido Comunista y el Partido del Trabajo y del Pueblo) impulsó la candidatura a gobernador del diputado nacional Pablo Carro. El 23 de marzo de 2019 el frente retiró su candidatura a la gobernación antes del cierre de listas, sosteniendo que seguirían trabajando «para construir la unidad que les permita lograr el triunfo electoral en las elecciones nacionales de octubre».

## Elecciones municipales
En 2019, muchos municipios de la provincia eligen cargos, en distintas fechas. Se listan los que están entre los 16 más poblados de la provincia y eligen este año.
- 31 de marzo: Villa Dolores[23] - Fue reelegida la intendenta Carmen Gloria Pereyra por el frente vecinalista Todos Somos Villa Dolores con el 46,5 % de los votos, frente a la candidata de Unión por Córdoba, Cristina Vidal, que obtuvo el 44,7 %.[24][25]
- 14 de abril: Villa Allende[26] - Fue reelecto el intendente Eduardo Romero por Córdoba Cambia con el 36,9 % de los votos, seguido por el candidato de Avancemos Villa Allende (coalición entre la Unión Cívica Radical y vecinalistas),[27] Martín Ambort, que obtuvo el 26,9 %.[28]
- 14 de abril: Deán Funes - Fue reelecto el intendente Raúl Figueroa por Vecinalismo De Ischilín con el 65,2% de los votos, seguido por el candidato Alejandro Teijeiro por Compromiso Ciudadano con el 23,1%.
- 12 de mayo: Ciudad de Córdoba,[29] San Francisco,[30] La Calera,[31] Cruz del Eje[32]
- 2 de junio: Río Tercero (PASO)[33]
- 9 de junio: Jesús María[34]
- 23 de junio: Villa María[35]
- 30 de junio: Villa Carlos Paz[33] ganó Goméz Gesteira por el partido oficialista Carlos Paz Unido con el 36.5%, segundo se ubicó Frente Capaz con el radical y exintendente Carlos Felpeto y tercero quedó Mariana Caserio, hija de Carlos Caserio, por el partido Carlos Paz Inteligente que cosechó el 16.2%
- 25 de agosto: Bell Ville[36] fue reelegido en su cargo el radical Carlos Briner con el 70.6% de los votos seguido de por lejos por el candidato de Hacemos por Córdoba Iván Vieyra que obtuvo el 23.7%
- 25 de agosto: Rio Tercero fue elegido Marcos Ferrer con una leve ventaja de 29.8% seguido por el candidato del Frente de Todos con el 28.6% y tercero se ubicó "Pecho" Lopéz de Hacemos por Córdoba con el 25.8% de los votos.
- 22 de septiembre: Alta Gracia - Fue elegido Marcos Torres representante de Hacemos por Córdoba con el 45.7% de los votos.[37]
- 10 de noviembre: Arroyito[38] fue elegido intendente Gustavo Bennedetti por la Alianza Todos Juntos por Arroyito que incluye al PJ provincial con el 44.6% seguido por el candidato de la UCR, Daniel Lafarina que alcanzó el 31.2%

## Resultados

### Gobernador y vicegobernador
| Fórmula                    | Fórmula                | Partido/Alianza       | Partido/Alianza                           | Votos     | %     |
| Gobernador                 | Vicegobernador         | Partido/Alianza       | Partido/Alianza                           | Votos     | %     |
| -------------------------- | ---------------------- | --------------------- | ----------------------------------------- | --------- | ----- |
| Juan Schiaretti            | Manuel Calvo           |                       | Hacemos por Córdoba                       | 1.101.960 | 57,38 |
| Mario Negri                | Héctor Baldassi        |                       | Córdoba Cambia                            | 362.101   | 18,85 |
| Ramón Javier Mestre        | Carlos Edgardo Briner  |                       | Unión Cívica Radical                      | 222.826   | 11,60 |
| Aurelio García Elorrio     | Marisa Inés Arias      |                       | Encuentro Vecinal Córdoba                 | 75.794    | 3,98  |
| Liliana Olivero            | Javier Musso           |                       | Frente de Izquierda y de los Trabajadores | 52.650    | 2,74  |
| Luciana Echevarría         | Gastón Vacchiani       |                       | MST-Nueva Izquierda                       | 29.053    | 1,51  |
| Fernando Adrián Schüle     | María Cristina Vergara |                       | Partido Humanista                         | 24.126    | 1,26  |
| Alberto "Beto" Beltrán     | María Eugenia Gordillo |                       | Vecinalismo Independiente                 | 21.868    | 1,14  |
| Agustín Alejandro Spaccesi | Andrés Enrique Braun   |                       | Unión Ciudadana                           | 13.060    | 0,68  |
| Kasem Merched Dandach      | Alejandra F. Durán     |                       | Movimiento de Acción Vecinal              | 6.119     | 0,32  |
| Eduardo José Mulhall       | Julia Di Santi         |                       | Movimiento Avanzada Socialista            | 6.076     | 0,32  |
| Carlos Alberto Bianco      | Daniel Omar Lubatti    |                       | Unión del Centro Democrático              | 4.994     | 0,26  |
| Votos positivos            | Votos positivos        | Votos positivos       | Votos positivos                           | 1.920.627 | 91,31 |
| Votos en blanco            | Votos en blanco        | Votos en blanco       | Votos en blanco                           | 123.967   | 5,89  |
| Votos nulos                | Votos nulos            | Votos nulos           | Votos nulos                               | 58.824    | 2,80  |
| Participación              | Participación          | Participación         | Participación                             | 2.103.418 | 72,78 |
| Electores registrados      | Electores registrados  | Electores registrados | Electores registrados                     | 2.889.973 | 100   |
| Fuente:                    |                        |                       |                                           |           |       |

### Legislatura
| Partido/Alianza       | Partido/Alianza                            | Legislador por distrito único | Legislador por distrito único | Legislador por distrito único | Legislador por distrito único | Legislador departamental | Legislador departamental | Legislador departamental | Bancas totales |
| Partido/Alianza       | Partido/Alianza                            | Votos                         | %                             | Bancas                        | Candidatos | Votos                    | %                        | Bancas                   | Bancas totales |
| --------------------- | ------------------------------------------ | ----------------------------- | ----------------------------- | ----------------------------- | --- | ------------------------ | ------------------------ | ------------------------ | -------------- |
|                       | Hacemos por Córdoba                        | 878.123                       | 53,30                         | 26/44                         | Ver candidatos: 1. Natalia de la Sota 2. Carlos Mario Gutiérrez 3. Claudia Roxana Martínez 4. Esteban Aníbal Avilés 5. Mariana Alicia Caserio 6. Facundo Torres Lima 7. Laura Judith Jure 8. Ricardo Roberto Sosa 9. Alejandra Danila Piasco 10. Carlos Alberto Presas 11. Nadia Vanesa Fernández 12. Juan Manuel Cid 13. Carmen Esther Suárez 14. José Emilio Pihen 15. Liliana Noldy Abraham 16. Matías Ezequiel Chamorro 17. Milena Marina Rosso 18. Carlos Mariano Lorenzo 19. Doris Fátima Mansilla 20. Patricio Eduardo Serrano 21. Sara del Carmen García 22. Alfonso Fernando Mosquera 23. María Laura Labat 24. Miguel Ángel Majul 25. María Andrea Petrone 26. Diego Pablo Hak 27. Nora Esther Bedano 28. Julio Alberto Bañuelos 29. Herminia Natalia Martínez 30. Luis Carlos Lencinas 31. Cristina Alicia Pereyra 32. Walter Andrés Ramallo 33. Juan Carlos Castro 34. Laura Inés Villalba 35. Mónica Lorena Salim 36. Leandro Martín Carpintero 37. Stella Maris Peralta 38. Silvio Walter Nievas 39. Adrián Alfredo Rinaudo 40. Miriam Gladys Cuenca 41. Magdalena Teresa Gelvez 42. Martín Daniel Bergese 43. María Cecilia Ibáñez 44. Gonzalo Rubén Coda                                                                              | 887.137                  | 52,68                    | 25/26                    | 51/70          |
|                       | Córdoba Cambia                             | 294.360                       | 17,87                         | 8/44                          | Ver candidatos: 1. Juan Jure 2. Patricia de Ferrari Rueda 3. Darío Gustavo Capitani · (PRO) 4. Silvia Gabriela Paleo · (PRO) 5. Alberto Vicente Ambrosio · (PRO) 6. Cecilia Cristina del Carmen Irazuzta · (CC-ARI) 7. Orlando Arduh 8. Daniela Soledad Gudiño 9. Walter Norberto Nostrala 10. Jacqueline Viviana Ronge 11. Daniel Alejandro Juez 12. María del Carmen Adán 13. Iván Ariel Ruano Sáez 14. Verónica Raquel Crescente 15. Mario Alfredo Peral 16. María Laura Laborde 17. Horacio Lorenzo Savid 18. Patricia Isabel Botta 19. Martín Miguel Ávila 20. María Ernestina Ramos 21. Diego Oscar Bosio 22. María Paloma Carranza 23. Juan Carlos Gait 24. Agustina Oriana Accastello 25. Eduardo Ariel Sánchez 26. Claudia Andrea Tartaglini 27. Juan Carlos Bermúdez 28. Viviana Cristina Massare 29. Walter Omar Avendaño 30. Dora Graciela Correa 31. Pablo Andrés Mussat 32. Elena Nidia Guerín 33. Alejandro Ariel Meneguzzi 34. Gladis Alicia Ramallo 35. Héctor Daniel Paris 36. Alicia Mariana Díaz 37. Sebastián Ignacio Vanella Godino 38. Mirna Alida Laciar 39. Matías César Paloma 40. Irene Ester Bonfiglio 41. Pedro David Romero Moyano 42. Elba Noemí Molins 43. Rodrigo Buján 44. Yolanda Isabel Díaz                      | 297.913                  | 17,69                    |                          | 8/70           |
|                       | Unión Cívica Radical                       | 205.156                       | 12,45                         | 6/44                          | Ver candidatos: 1. Benigno Antonio Rins 2. María Verónica Garade Panetta 3. Dante Rossi 4. Marisa Gladys Carrillo 5. Marcelo Cossar 6. María Elisa Caffaratti 7. Manuel Alberto Giménez 8. Carla Roxana Abugauch 9. Mauricio Cravero 10. Miriam Edith Acosta 11. Matías Ezequiel Cejas 12. María Fernanda Sintora 13. Daniel Humberto Márquez 14. Sonia Beatriz Brollo 15. Lucas Gaspar Cavallo 16. Mónica Aguilera 17. Nicolás Exequiel Vélez 18. Lucrecia Irma Cavanna 19. Marco Julio Puricelli 20. Natalia Celene Spurio 21. Diego Oscar Bricca 22. Belkis Mercedes Garda 23. Javier Alejandro Varetto 24. Nora Hilda Landart 25. Luis Daniel Díaz 26. Julieta Denise Rosales Peralta 27. Walter Rubén Ferreyra 28. Fanny Esther Simbrón 29. Roberto Hugo Herrera 30. Patricia Catalina Szpilevski 31. Jorge Andrés Ferrero 32. Silvia Elisa Fanego 33. Gustavo Emilio Fonseca 34. Norma Teresita Ghione 35. Julio Héctor Camaño 36. Marilina Mercedes Bruno 37. Nicolás Casado Gálvez 38. Laura Elena Mayorga Ceballos 39. María Soledad Cosio 40. Enrique Agustín Imberti Figueroa 41. Fernanda Elisa Coronda 42. Ricardo Ernesto Boetto 43. Gustavo Ernesto Gobbi 44. Yuliana Fernanda Navarro Gutiérrez                                       | 222.093                  | 13,19                    | 1/26                     | 7/70           |
|                       | Encuentro Vecinal Córdoba                  | 81.288                        | 4,93                          | 2/44                          | Ver candidatos: 1. Aurelio García Elorrio 2. María Rosa Marcone 3. Gerardo José Grosso 4. Carmen Silvia Álvarez 5. Álvaro Zamora Consigli 6. María Amelia Moscoso Cardoso 7. Jorge Rafael Scala 8. Inés María Adela Cassone 9. Gonzalo Frontera 10. Gabriela Fernanda Fiori 11. Rodrigo María Agrelo 12. Claudia Andrea Ramadú 13. Agustín Ezequiel Goldszer 14. María Pilar Babini 15. Jonatan Andrés Gómez Der Kevorkian 16. María Silvana Godoy 17. Francisco Javier Ontibero 18. María Paz Stauffer 19. Daniel Francisco Barrera 20. Clara Ysabel Lescano 21. Guillermo Antonio Casales 22. Griselda Inés Lascano 23. Juan Carlos Guasp 24. Mónica Guadalupe Sánchez 25. Julio César Adolfo Wenger 26. María Belén Perotti Foglizzo 27. Andrés Maximiliano Pinela 28. Luisina Gudiño 29. Daniel Oscar Ramírez 30. María Celia Allamandri 31. Alejandro López 32. Cristina Liliana Sayas 33. Diego Leonardo Jiménez 34. Graciela Inés Martínez 35. Alejandro Demmel 36. Carla Ivana Tejeda 37. Miguel Ángel Pizarro 38. Marta María Sackmann Sala 39. Gastón José de Guernica 40. Laura Lía Sassaroli 41. Carlos Daniel Chicala 42. Helda Fabiana Noemí Vallejos 43. Gustavo Eduardo Sosa 44. Pamela Anahí Accendere                               | 78.555                   | 4,66                     |                          | 2/70           |
|                       | Frente de Izquierda y de los Trabajadores  | 60.046                        | 3,64                          | 1/44                          | Ver candidatos: 1. Soledad Cristina Díaz García 2. Mauro Sebastián Jorge 3. Ezequiel Peressini 4. María Noel Argañaraz 5. Jorge Luis Navarro 6. Noelia Beatriz Agüero 7. Fiorina María Bourges 8. Héctor Marcelo Benavidez 9. Romina Belén Stolarowa 10. Alejandro Roqueiro 11. Oscar Alberto Gariglio 12. Marcela Alejandra Martín 13. Delfina Ailén Cabrera 14. Juan Pablo Aguilar 15. Andrea Paola Mansanelli 16. Nelson Darío Atencio 17. María Victoria Marconetto Mors 18. Alejandro Waisman 19. Susana María Rins 20. Ignacio Agustín Sueldo 21. Francisco Javier López 22. Valeria Candela Olariaga 23. Noé Rubén Silbestein 24. Carolina Salome Godoy Sánchez 25. Daniel Fernando Gaido 26. Paula Schaller 27. Ana Beatriz Pereyra 28. Ezequiel Ángel Jeremías Ambrogio 29. Santiago Miguel Benítez Vieyra 30. Silvina Álvarez 31. Franco Abel Boczkowski 32. María Cecilia Ruiz 33. Pablo César López 34. Miriam Elizabeth Urrutia 35. Nahuel Hernán Rodríguez Ricciardi 36. Débora Cynthia Vera Romero 37. Ignacio Moretti 38. Magdalena Rossetto Maté 39. Lautaro Federico Pelagaggi 40. Lucía Feuillet 41. Juan Ignacio Celli 42. María Evangelina Sadoly 43. Marcelo Adrián Chico 44. Ana Clara Zurbriggen Albornoz                     | 62.946                   | 3,74                     | 1/70                     |                |
|                       | MST-Nueva Izquierda                        | 37.051                        | 2,25                          | 1/44                          | Ver candidatos: 1. Luciana Gabriela Echevarría 2. Roberto Gastón Pereyra Vacchiani 3. Guadalupe Belgrano 4. Mariano Emmanuel Cervantes 5. Pía Aldana Ávila 6. Rafael Jorge Fernández 7. Milagros Huilen Tassi 8. Diego Germán Juncos 9. Paula Desiré Cruceño 10. Marcelo Maceira 11. Marianela Gómez Palomeque 12. Maximiliano Javier Lescano 13. Alejandra Noemí Vaca 14. Eric Leonel Torres 15. Sofía Judith Ahun Novillo 16. Raúl Emanuel Oliva 17. Victoria Lucía Daghero 18. Matías Andrés Saracho 19. Elodia Zonda 20. Jorge Pablo Londero 21. Ana Sofía Calmels 22. Mateo Germán Capdevilla 23. Guadalupe Nahir Limbrici Dafgal 24. Mauricio Alexander Buquet Hernández 25. Lucía Inés Carcedo 26. Carlos Alberto Núñez 27. Cintia Belén Almada 28. Nicolás Agustín González 29. Teresa Juana Bogdan 30. Darío Juan Mannino 31. María Gabriela Fierro 32. Emmanuel Augusto Nausneris 33. Patricia Haydee Quintela 34. Federico César Garnero Montigel 35. Lucía Caisso 36. Cristian Abel Romero 37. Abril Valentina Tissera 38. Nereo Nicolás Magi 39. Maia Pauro 40. Jonatan David González 41. Fernanda Anahí Barrionuevo 42. Jorge Antonio Tassi 43. María Florencia Quintana 44. Alan Gabriel Ñáñez                                        | 37.989                   | 2,26                     | 1/70                     |                |
|                       | Vecinalismo Independiente                  | 25.630                        | 1,56                          | 0/44                          | Ver candidatos: 1. Luis Alberto Beltrán 2. Paula Mariam Allub 3. Mauro Antonio Gallo 4. María Eugenia Gordillo 5. Alberto Ferreyra 6. Cecilia Ada Fiser 7. Pablo César Pavetto 8. Cecilia Elena Bustos 9. Alejandro Gabriel Seco 10. Susana Isabel Aimar 11. Matías Jesús Ferreyra 12. María del Carmen Páez 13. Claudio Andrés Cecconello Pérez 14. Claudia Sabina López 15. Mario Ezequiel Alejandro Asís 16. Viviana Beatriz Boldetti 17. Ayrton Nicolás Canca López 18. Vanesa del Valle Vivas 19. Héctor Marcelo Molina 20. Regina Susana Zach 21. Rubén Darío Taa 22. Camila Agustina Correa Figueroa 23. Leandro Andreone 24. Paula Alejandra Soria 25. David Ezequiel Segarra 26. Gloria Yolanda Vicentín 27. Fernando Daniel Arzubi 28. Maricel Aurea Santiváñez 29. Diego Germán Roldán 30. Rosa Cecconello Pérez 31. Juan Carlos Cena 32. María Soledad Álvarez 33. Miguel Ángel Falabella 34. Graciela Alcira Pato 35. Miguel Ángel Domingo Orechia 36. Myriam Amalia Luján 37. Juan Pablo Debiassi Bogao 38. Andrea Lorena Poceiro 39. Lucio Eduardo Peñaloza 40. María Soledad Agüero Molina 41. Alejandro Alberto Calcagni 42. Rosana Graciela Dichiara 43. Gabriel Gustavo Londero 44. Soledad Malvina García                         | 24.708                   | 1,47                     |                          |                |
|                       | Partido Humanista                          | 20.563                        | 1,25                          | 0/44                          | Ver candidatos: 1. Fernando Adrián Schüle 2. María Cristina Vergara 3. Claudio Esteban Torres 4. Malena Schüle 5. Franco Matías Flores 6. Carina Elena Lorena Olguin 7. Cristian del Valle Rodríguez 8. Graciela Beatriz Florentino 9. Damián Alejandro Campana 10. Susana Silvia Galleguillo 11. Franco Darío Paladino 12. Silvana Marina Ferreyra 13. Jorge Horacio López 14. Romina Schüle 15. Hugo Alberto Cammarata 16. Valeria Brunetti 17. Pablo Luis Olariaga 18. Carolina Otero 19. Augusto Daniel Navarro 20. Lucía Inés Pastore 21. Alejandro Müller 22. Daniela Cavigliasso 23. Lucas Brunetti 24. Yamila Gabriela Bedogni 25. Gerardo Luis Grisolía 26. Valentina Barrera 27. Alejandro Povarchik 28. Graciela Isabel Escamilla 29. Carlos Alberto Ciancio 30. Flavia Noemí Sánchez 31. Santiago Ángel Medrano 32. Lucía Adela Amador 33. Osvaldo César Almada 34. Susana María Zatti 35. Nelson Horacio Zaghis 36. Paola Stella Maris Seminara 37. Lucas Hernán La Marca 38. Elena Rosalía Schüle 39. Carlos Alberto Flores 40. María Inés Gómez 41. Lucas Quadri 42. Jésica María Noel Pinaroli 43. Ángel Abraham Salas 44. Marina Nair Lastra                                                                                         | 19.773                   | 1,17                     |                          |                |
|                       | Unión Ciudadana                            | 14.429                        | 0,82                          | 0/44                          | Ver candidatos: 1. Agustín Alejandro Spaccesi 2. Melody Natalia Labonia Gusman 3. Franco Matías Pierluca 4. Daniela Welner 5. Pedro Santiago Neuen Figueroa 6. Verónica Gabriela Filippa 7. Jorge Francisco Salomón 8. Ana Lucía Mussi 9. Gabriel Andrés Brollo 10. Cecilia Lorena Roccia 11. Santiago Galetto 12. Natalia Ivana Marioni 13. Damián Alejandro Tejada Tello 14. María Marta Galetto | 14.458                   | 0,86                     |                          |                |
|                       | Movimiento de Acción Vecinal               | 9.005                         | 0,55                          | 0/44                          | Ver candidatos: 1. Kasem Merched Dandach 2. Alejandra Fernández 3. Kasem Martín Dandach 4. Alina Farahnaz Díaz 5. Omar Bilal Chaijale 6. Cristina del Valle Suárez 7. José Francisco Ardiles 8. Juanita Adriana Robles 9. Agustín Ignacio Rabasa Gatti 10. Yanina Del Valle Navarro 11. Nicolás José Godoy Baquero 12. Estefanía Jiménez 13. Juan Ignacio Pressenda 14. Cruz Olga Guillen 15. Juan Sebastian Sanchez 16. Michelle Betsabé Telleldin 17. Walter Jesús Gómez 18. Ariana Agustina Naomi Corzo 19. Ignacio Nicolás Jalil 20. Milena Susana Couñago Agostinetti 21. Esteban Fernández Fassi 22. Ana Paola Paschetta 23. Juan Manuel Casi Molina 24. Jesusa Clara Reartes 25. Nicolás Luraschi Corvalán 26. Yasmin Iriel Lamberti 27. Gustavo Daniel Albarracín 28. Florencia Micaela Benítez 29. Eric Claudio Hofmann 30. Alejandra Claudine Rosales Meyer 31. Juan Domingo Dottori 32. Florencia Micaela Badariotti 33. Marcelo Armando Noccetti 34. Karina Soledad Milo 35. Germán Norberto Bazán 36. Ana Laura Escudero 37. Matías Ezequiel Pérez 38. Nora Nancy Amado 39. Pablo Emmanuel Della Vedova 40. Claudia Susana Bazán 41. Marco Fernando Facchinelli 42. María Alejandra Chávez 43. Néstor Rodríguez 44. Marta Carolina Bazán | 12.388                   | 0,74                     |                          |                |
|                       | Movimiento Avanzada Socialista             | 7.678                         | 0,47                          | 0/44                          | Ver candidatos: 1. Julia di Santi 2. Walter Ariel Román 3. Davina Maccioni 4. José Facundo Manzanelli 5. Malena Paula Mulhall Pereyra 6. Miguel Alejandro Díaz 7. Emily Carolina Ortiz Suárez 8. Eduardo Gabriel Rivarola 9. Érica Carolina Els 10. Lautaro Mariano Lorenzo 11. María Luisa Pereyra 12. Pablo Germán Quintero 13. Cintia Natalia Fernández 14. Carlos Enrique Albarracín 15. Anita Beatriz Páez 16. Emiliano Luis Minassian 17. Graciela Lidia Pisano 18. Luis Miguel Sandoval 19. Yanina Andrea Aguilar 20. F. Micaela Couzo 21. Mariano Daniel dos Reis Pereira 22. Carla Gimena Gómez 23. Ricardo José Bazán 24. Gimena Soledad Avendaño 25. Santiago Vidal 26. Camila Alejandra Vázquez 27. Lucía Lil Lázaro Moreno 28. Florencio Raúl Antonio Mastroti 29. Isadora Noelia Goñi Marengo 30. Oscar Francisco Bernabé Avendaño 31. Yamila Fernanda Moyano 32. Atilio Matías Raggi 33. Stella Marys Regis 34. Bruno Saverio Geraldo 35. María Paula Toledo Sánchez 36. Maximiliano Rubén Figueroa 37. Rosalía Moreno 38. Diego Martín González 39. Laura Maccioni 40. Gian Luca Bergero 41. María Florencia Maldonado 42. Juan Martina Bertolino 43. Dorita del Valle Marengo 44. Lucas Santiago Romero Contreras                    | 8.565                    | 0,51                     |                          |                |
|                       | Unión del Centro Democrático               | 6.868                         | 0,42                          | 0/44                          | Ver candidatos: 1. Carlos Alberto Bianco 2. Silvia Ligonie 3. Daniel Omar Lubatti 4. Elisa Julia Ray 5. Juan Francisco de Giustti 6. Amanda Eva Bruera 7. Rubén Daniel Petetta 8. María Esther Baudo 9. Daniel Darío Berardo 10. Alicia Rosa Cavallo 11. Sergio Juan Fontana 12. María Lucía Manrique 13. Alfredo Alberto Jerónimo Ciocca 14. Francisca Elena Goycoolea Buzeta 15. Flavio Oscar Acosta 16. Otilia Cristina Zoratti 17. Ricardo Luis César 18. Camila Yael Ibarra 19. Amín Romero 20. Maricel Adriana Pérez 21. Jorge Alberto Caglieris 22. Gabriela Natalia Cabral 23. Federico Leoncio Heredia 24. Gilda Mariana Sánchez 25. Gustavo Emilio Centeno Lagger 26. Viviana Noemí Díaz 27. José Octavio Capdevila 28. Roxana Maricel Petetta 29. Segundo Antonio Sosa 30. María del Carmen Bianco 31. Juan Demetrio Vega 32. Paula Del Rosario Lubatti 33. Julio César Yapura 34. Vanina Del Valle Acosta 35. Nicolás Omar Ibarra 36. Mónica Zaida Sansó 37. Manuel Ricardo Marco de Goycoechea 38. Gladis del Valle Cavallo 39. Walter Esio Zoratti 40. Elina Ferro 41. Bautista González Goycoolea 42. Carolina Alejandra Rodríguez 43. Luis Mateo Cravero 44. Verónica del Valle Rodríguez                                             | 7.427                    | 0,44                     |                          |                |
|                       | Política Abierta para la Integridad Social | 5.767                         | 0,35                          | 0/44                          | Ver candidatos: 1. Orlando Enrique Sella 2. Carmen Beatriz Nievas 3. Yvon Baltazar Tesio 4. Cesia Jemima Carballo 5. Jorge Luis Alejandro Insegna 6. Elsa Luján del Valle Ferreyra 7. Juan Carlos Petta 8. Yanina Vanesa Vega 9. Maximiliano Barrera 10. Alejandra del Valle Aguirre 11. José María Invernizzi 12. Teresa Rosa Luna 13. Alejandro Díaz 14. Irene Beatriz Gutiérrez 15. Nelson Oscar Silvera 16. Sabrina Estefanía López 17. Miguel Ángel Ortega 18. Daniela Paola Ontivero 19. Fernando José Canales 20. Carmen Nora Herrera 21. Damián Alberto de Michele 22. Amelia Silvia Morales 23. Juan Bautista Sella 24. Myriam Liliana Torres 25. Miguel Ángel Funes 26. Lihue Mayra Casanova 27. Fernando David Quinteros 28. Cintia Beatriz Yanina Blanco 29. Hugo Germán Creao 30. Silvia Alejandra Soria 31. Javier Oscar Isaia 32. Eva Isabel Rivero 33. Mario Roberto Torres 34. Nora Haidee Pucheta 35. Ezequiel Rubén Comelli 36. Nidia del Valle Gutiérrez 37. Héctor Hugo Paredes 38. Adela Graciela Becerro 39. Sergio Damián Basualdo 40. Yohana Del Milagro Romero 41. Ernesto Luis Olmos 42. Viviana Mara Ruiz 43. Mauro Ezequiel Fernández 44. Fabiana Alejandra Pérez                                                        | 7.200                    | 0,43                     |                          |                |
|                       | Unite por la Libertad y la Dignidad        | 2.568                         | 0,16                          | 0/44                          | Ver candidatos: 1. José Eduardo Villena 2. Petrona Olga Alcántara 3. Alberto Domingo Gercisich 4. Ana Eloísa Trezza 5. Domingo Horacio Zárate 6. Claudia Isabel Piotto 7. Félix Roberto Izquierdo 8. Débora Sarai Amaranto 9. Jorge Gabriel Rodríguez 10. Karina Alejandra Aceve 11. Daniel Rubén Aldasoro 12. Claudia Cecilia Maldonado 13. Mario Gabriel Olivera 14. Alejandra del Valle Márquez 15. Walter Daniel Martínez 16. Mercedes Blanca Scattolon 17. Silvia Teresa Quiroga 18. Leonel Eduardo Aguilaniedo 19. Ayelén Johana Soukiassian Farías 20. Nicolás Emanuel Cena 21. Fanny Julieta Morán 22. Eugenio Moiso 23. Claudia Hilaria Rubiales 24. Carlos Alberto Aguirre 25. Karina Beatriz Penessi 26. Rubén Alejandro Franco 27. Dora Haydee Romero 28. Jona Jonathan Quinteros 29. María Alejandra Tolaba 30. Mario Daniel Orellano 31. María Rosa Romero 32. Ariel Mauricio Laguia 33. María Raquel Villena 34. Fernando Daniel López 35. Marisa Alejandra de Vecchi 36. Eduardo Daniel Viale 37. Cecilia Inés Blanco 38. Franco Jesús Pistoni 39. Georgina del Huerto Cardozo 40. Víctor Francisco Lagoria 41. Dora Elsa Cisterna 42. Jorge Marcelo Maujo 43. Mabel Laura Guevara                                                    | 2.773                    | 0,16                     |                          |                |
| Votos positivos       | Votos positivos                            | 1.647.532                     | 78,33                         |                               | | 1.683.925                | 80,06                    |                          |                |
| Votos en blanco       | Votos en blanco                            | 397.463                       | 18,90                         | 354.053                       | 16,83 |                          |                          |                          |                |
| Votos nulos           | Votos nulos                                | 58.423                        | 2,78                          | 65.440                        | 3,11 |                          |                          |                          |                |
| Participación         | Participación                              | 2.103.418                     | 72,78                         | 2.103.418                     | 72,78 |                          |                          |                          |                |
| Electores registrados | Electores registrados                      | 2.889.973                     | 100                           | 2.889.973                     | 100 |                          |                          |                          |                |
| Fuente:               |                                            |                               |                               |                               | |                          |                          |                          |                |

#### Resultados por departamentos
| Calamuchita 1 Legislador                | Calamuchita 1 Legislador | Calamuchita 1 Legislador                   | Calamuchita 1 Legislador | Calamuchita 1 Legislador |
| Candidato                               | Partido                  | Partido                                    | Votos                    | %                        |
| --------------------------------------- | ------------------------ | ------------------------------------------ | ------------------------ | ------------------------ |
| Carlos Tomás Alesandri                  |                          | Hacemos por Córdoba                        | 16.435                   | 56,68                    |
| Héctor Eduardo Pereyra                  |                          | Córdoba Cambia                             | 4.336                    | 14,95                    |
| Jorge Enrique Bustos                    |                          | Unión Cívica Radical                       | 4.314                    | 14,88                    |
| Silvina Peirú                           |                          | Frente de Izquierda y de los Trabajadores  | 1.717                    | 5,92                     |
| María Cristina Andrada                  |                          | Movimiento de Acción Vecinal               | 670                      | 2,31                     |
| Rocío Belén Vieyra                      |                          | MST-Nueva Izquierda                        | 465                      | 1,60                     |
| Fulvio Eduardo Quaino                   |                          | Vecinalismo Independiente                  | 407                      | 1,40                     |
| Ezequiel Nicolás Mascuka                |                          | Unión Ciudadana                            | 351                      | 1,21                     |
| José Miguel Asnal                       |                          | Política Abierta para la Integridad Social | 303                      | 1,04                     |
| Votos positivos                         | Votos positivos          | Votos positivos                            | 28.998                   | 74,31                    |
| Votos en blanco                         | Votos en blanco          | Votos en blanco                            | 8.600                    | 22,04                    |
| Votos nulos                             | Votos nulos              | Votos nulos                                | 1.426                    | 3,65                     |
| Participación                           | Participación            | Participación                              | 39.024                   | 73,63                    |
| Electores registrados                   | Electores registrados    | Electores registrados                      | 53.001                   | 100                      |
| Capital 1 Legislador                    |                          |                                            |                          |                          |
| Candidato                               | Partido                  | Partido                                    | Votos                    | %                        |
| Alejandra Vigo                          |                          | Hacemos por Córdoba                        | 291.790                  | 45,24                    |
| Soher El Sukaria                        |                          | Córdoba Cambia                             | 132.272                  | 20,51                    |
| Mariano Sebastián Font Angelelli        |                          | Unión Cívica Radical                       | 66.498                   | 10,31                    |
| Luis María Caballero Sonzini            |                          | Encuentro Vecinal Córdoba                  | 49.882                   | 7,73                     |
| Eduardo Pedro Salas                     |                          | Frente de Izquierda y de los Trabajadores  | 37.063                   | 5,75                     |
| Lucrecia María Cocha                    |                          | MST-Nueva Izquierda                        | 22.022                   | 3,41                     |
| David Andrés Boffa                      |                          | Vecinalismo Independiente                  | 13.605                   | 2,11                     |
| César Geremías Lavin                    |                          | Partido Humanista                          | 9.623                    | 1,49                     |
| Guillermo Daniel Bessolo                |                          | Unión Ciudadana                            | 7.508                    | 1,16                     |
| María Laura Maza                        |                          | Movimiento Avanzada Socialista             | 3.585                    | 0,56                     |
| Felipe Andrés González                  |                          | Unión del Centro Democrático               | 3.018                    | 0,47                     |
| Pascual Alfonso Iacono                  |                          | Movimiento de Acción Vecinal               | 2.796                    | 0,43                     |
| Juan Manuel Lozita                      |                          | Unite por la Libertad y la Dignidad        | 2.773                    | 0,43                     |
| Florentino Carlos Manuel Braga          |                          | Política Abierta para la Integridad Social | 2.607                    | 0,40                     |
| Votos positivos                         | Votos positivos          | Votos positivos                            | 645.042                  | 80,05                    |
| Votos en blanco                         | Votos en blanco          | Votos en blanco                            | 133.565                  | 16,58                    |
| Votos nulos                             | Votos nulos              | Votos nulos                                | 27.183                   | 3,37                     |
| Participación                           | Participación            | Participación                              | 805.790                  | 73,14                    |
| Electores registrados                   | Electores registrados    | Electores registrados                      | 1.101.650                | 100                      |
| Colón 1 Legislador                      |                          |                                            |                          |                          |
| Candidato                               | Partido                  | Partido                                    | Votos                    | %                        |
| Rodrigo Miguel Rufeil                   |                          | Hacemos por Córdoba                        | 66.409                   | 49,78                    |
| Heriberto Agustín Martínez Oddone       |                          | Córdoba Cambia                             | 24.783                   | 18,58                    |
| Daniel Omar Arzani                      |                          | Unión Cívica Radical                       | 14.177                   | 10,63                    |
| Lucas Ernesto Larrosoa                  |                          | Encuentro Vecinal Córdoba                  | 7.910                    | 5,93                     |
| Adrián Rodrigo Flores                   |                          | Frente de Izquierda y de los Trabajadores  | 5.942                    | 4,45                     |
| Graciela del Valle Taborda              |                          | MST-Nueva Izquierda                        | 3.617                    | 2,71                     |
| Mirta Marcela Mansina                   |                          | Partido Humanista                          | 2.878                    | 2,16                     |
| Cristian Nicolás Cañas                  |                          | Vecinalismo Independiente                  | 2.478                    | 1,86                     |
| María Victoria Brollo                   |                          | Unión Ciudadana                            | 1.556                    | 1,17                     |
| María Belén Yapura                      |                          | Movimiento de Acción Vecinal               | 1.404                    | 1,05                     |
| Laura Irene Marcato                     |                          | Movimiento Avanzada Socialista             | 1.003                    | 0,75                     |
| Jorge Alberto Sedo                      |                          | Unión del Centro Democrático               | 769                      | 0,58                     |
| Marcelo Alejandro Marziali              |                          | Política Abierta para la Integridad Social | 474                      | 0,36                     |
| Votos positivos                         | Votos positivos          | Votos positivos                            | 133.400                  | 82,24                    |
| Votos en blanco                         | Votos en blanco          | Votos en blanco                            | 22.782                   | 14,04                    |
| Votos nulos                             | Votos nulos              | Votos nulos                                | 6.033                    | 3,72                     |
| Participación                           | Participación            | Participación                              | 162.215                  | 71,37                    |
| Electores registrados                   | Electores registrados    | Electores registrados                      | 227.272                  | 100                      |
| Cruz del Eje 1 Legislador               |                          |                                            |                          |                          |
| Candidato                               | Partido                  | Partido                                    | Votos                    | %                        |
| Alejandro Antonio Ruiz                  |                          | Hacemos por Córdoba                        | 15.525                   | 58,26                    |
| Juan Luis Martín                        |                          | Unión Cívica Radical                       | 6.110                    | 22,93                    |
| Renato Ramiro Raschetti                 |                          | Córdoba Cambia                             | 3.003                    | 11,27                    |
| José Ares                               |                          | Movimiento de Acción Vecinal               | 518                      | 1,94                     |
| Viviana Noemí Asrilant                  |                          | Frente de Izquierda y de los Trabajadores  | 450                      | 1,69                     |
| Martín Alberto Nallin                   |                          | Encuentro Vecinal Córdoba                  | 437                      | 1,64                     |
| Stella Maris Loyola                     |                          | MST-Nueva Izquierda                        | 283                      | 1,06                     |
| Alberto Ángel Orussa                    |                          | Política Abierta para la Integridad Social | 170                      | 0,64                     |
| Miriam Cecilia Decara                   |                          | Vecinalismo Independiente                  | 152                      | 0,57                     |
| Votos positivos                         | Votos positivos          | Votos positivos                            | 26.648                   | 76,43                    |
| Votos en blanco                         | Votos en blanco          | Votos en blanco                            | 7.218                    | 20,70                    |
| Votos nulos                             | Votos nulos              | Votos nulos                                | 1.002                    | 2,87                     |
| Participación                           | Participación            | Participación                              | 34.868                   | 70,75                    |
| Electores registrados                   | Electores registrados    | Electores registrados                      | 49.282                   | 100                      |
| General Roca 1 Legislador               |                          |                                            |                          |                          |
| Candidato                               | Partido                  | Partido                                    | Votos                    | %                        |
| Ricardo Alberto Zorrilla                |                          | Hacemos por Córdoba                        | 8.290                    | 56,70                    |
| Víctor Abel Lino                        |                          | Unión Cívica Radical                       | 6.083                    | 41,61                    |
| Carlos Gonzalo Mignon                   |                          | Frente de Izquierda y de los Trabajadores  | 126                      | 0,86                     |
| Martín Miguel Barzola                   |                          | Vecinalismo Independiente                  | 82                       | 0,56                     |
| María Laura Passarelo                   |                          | Política Abierta para la Integridad Social | 39                       | 0,27                     |
| Votos positivos                         | Votos positivos          | Votos positivos                            | 14.620                   | 77,63                    |
| Votos en blanco                         | Votos en blanco          | Votos en blanco                            | 3.762                    | 19,97                    |
| Votos nulos                             | Votos nulos              | Votos nulos                                | 452                      | 2,40                     |
| Participación                           | Participación            | Participación                              | 18.834                   | 66,68                    |
| Electores registrados                   | Electores registrados    | Electores registrados                      | 28.246                   | 100                      |
| General San Martín 1 Legislador         |                          |                                            |                          |                          |
| Candidato                               | Partido                  | Partido                                    | Votos                    | %                        |
| Eduardo Accastello                      |                          | Hacemos por Córdoba                        | 37.188                   | 54,22                    |
| Luis Raronni                            |                          | Córdoba Cambia                             | 12.617                   | 18,39                    |
| Marcos Andrés Tagni                     |                          | Unión Cívica Radical                       | 11.251                   | 16,40                    |
| Ricardo Federico Dold                   |                          | Encuentro Vecinal Córdoba                  | 1.827                    | 2,66                     |
| Mónica Lucía Sonzini                    |                          | Frente de Izquierda y de los Trabajadores  | 1.340                    | 1,95                     |
| Nadia Soledad Brossard                  |                          | MST-Nueva Izquierda                        | 1.104                    | 1,61                     |
| María Belén Paviolo                     |                          | Partido Humanista                          | 1.044                    | 1,52                     |
| Andrés Simonetta                        |                          | Unión Ciudadana                            | 863                      | 1,26                     |
| Patricia Beatriz Gómez                  |                          | Vecinalismo Independiente                  | 473                      | 0,69                     |
| Paola Betiana Deheza                    |                          | Política Abierta para la Integridad Social | 318                      | 0,46                     |
| Franco Ricardo Bergero                  |                          | Movimiento Avanzada Socialista             | 287                      | 0,42                     |
| María Jimena Monesterolo                |                          | Movimiento de Acción Vecinal               | 279                      | 0,41                     |
| Votos positivos                         | Votos positivos          | Votos positivos                            | 68.591                   | 82,52                    |
| Votos en blanco                         | Votos en blanco          | Votos en blanco                            | 11.900                   | 14,32                    |
| Votos nulos                             | Votos nulos              | Votos nulos                                | 2.633                    | 3,17                     |
| Participación                           | Participación            | Participación                              | 83.124                   | 72,76                    |
| Electores registrados                   | Electores registrados    | Electores registrados                      | 114.245                  | 100                      |
| Ischilín 1 Legislador                   |                          |                                            |                          |                          |
| Candidato                               | Partido                  | Partido                                    | Votos                    | %                        |
| Tania Kyshakevych                       |                          | Hacemos por Córdoba                        | 10.614                   | 64,18                    |
| Adriana Noemí Ruarte                    |                          | Córdoba Cambia                             | 2.618                    | 15,83                    |
| Gustavo Martín Ruiz                     |                          | Unión Cívica Radical                       | 1.809                    | 10,94                    |
| Francisco Asís Yance                    |                          | Encuentro Vecinal Córdoba                  | 421                      | 2,55                     |
| Pedro Eduardo del Valle Ponce de León   |                          | MST-Nueva Izquierda                        | 359                      | 2,17                     |
| Esteban Alejandro Rebagliati            |                          | Vecinalismo Independiente                  | 222                      | 1,34                     |
| Sergio Alejandro Rodríguez              |                          | Frente de Izquierda y de los Trabajadores  | 216                      | 1,31                     |
| Omar Walter Ramírez                     |                          | Política Abierta para la Integridad Social | 179                      | 1,08                     |
| Victoria Eugenia Cervantes              |                          | Movimiento de Acción Vecinal               | 99                       | 0,60                     |
| Votos positivos                         | Votos positivos          | Votos positivos                            | 16.537                   | 84,50                    |
| Votos en blanco                         | Votos en blanco          | Votos en blanco                            | 2.398                    | 12,25                    |
| Votos nulos                             | Votos nulos              | Votos nulos                                | 636                      | 3,25                     |
| Participación                           | Participación            | Participación                              | 19.571                   | 70,20                    |
| Electores registrados                   | Electores registrados    | Electores registrados                      | 27.879                   | 100                      |
| Juárez Celman 1 Legislador              |                          |                                            |                          |                          |
| Candidato                               | Partido                  | Partido                                    | Votos                    | %                        |
| Matías Marcelo Viola                    |                          | Hacemos por Córdoba                        | 19.600                   | 66,10                    |
| Ariel Oscar Dalmasso                    |                          | Córdoba Cambia                             | 4.798                    | 16,18                    |
| Sergio Luis Giorgetti                   |                          | Unión Cívica Radical                       | 3.272                    | 11,03                    |
| Mauricio Sebastián Schmitz              |                          | Encuentro Vecinal Córdoba                  | 757                      | 2,55                     |
| Santiago Felipe Piñeiro                 |                          | Unión del Centro Democrático               | 414                      | 1,40                     |
| Alejandro Yamil Saffadi                 |                          | MST-Nueva Izquierda                        | 388                      | 1,31                     |
| Enrique Eduardo Parola                  |                          | Política Abierta para la Integridad Social | 166                      | 0,56                     |
| Lorena Soledad Dedominici               |                          | Movimiento de Acción Vecinal               | 141                      | 0,48                     |
| María Rosana Oyola                      |                          | Vecinalismo Independiente                  | 117                      | 0,39                     |
| Votos positivos                         | Votos positivos          | Votos positivos                            | 29.653                   | 76,75                    |
| Votos en blanco                         | Votos en blanco          | Votos en blanco                            | 7.862                    | 20,35                    |
| Votos nulos                             | Votos nulos              | Votos nulos                                | 1.121                    | 2,90                     |
| Participación                           | Participación            | Participación                              | 38.636                   | 73,67                    |
| Electores registrados                   | Electores registrados    | Electores registrados                      | 52.446                   | 100                      |
| Marcos Juárez 1 Legislador              |                          |                                            |                          |                          |
| Candidato                               | Partido                  | Partido                                    | Votos                    | %                        |
| Juan Carlos Massei                      |                          | Hacemos por Córdoba                        | 32.806                   | 61,70                    |
| Javier Sebastián Barletta               |                          | Unión Cívica Radical                       | 9.278                    | 17,45                    |
| Héctor Alejandro Caccarini              |                          | Córdoba Cambia                             | 8.814                    | 16,58                    |
| Gladys Erlinda Tamos                    |                          | Encuentro Vecinal Córdoba                  | 701                      | 1,32                     |
| Tomás Schnyder Carpio                   |                          | Frente de Izquierda y de los Trabajadores  | 562                      | 1,06                     |
| Sebastián Piccatto                      |                          | MST-Nueva Izquierda                        | 399                      | 0,75                     |
| Francisco Adrián Quattrocchi            |                          | Vecinalismo Independiente                  | 325                      | 0,61                     |
| Nancy Noemí Goy                         |                          | Movimiento de Acción Vecinal               | 194                      | 0,36                     |
| Juan Carlos Escobar                     |                          | Política Abierta para la Integridad Social | 87                       | 0,16                     |
| Votos positivos                         | Votos positivos          | Votos positivos                            | 53.166                   | 82,26                    |
| Votos en blanco                         | Votos en blanco          | Votos en blanco                            | 10.623                   | 16,44                    |
| Votos nulos                             | Votos nulos              | Votos nulos                                | 843                      | 1,30                     |
| Participación                           | Participación            | Participación                              | 64.632                   | 73,97                    |
| Electores registrados                   | Electores registrados    | Electores registrados                      | 87.378                   | 100                      |
| Minas 1 Legislador                      |                          |                                            |                          |                          |
| Candidato                               | Partido                  | Partido                                    | Votos                    | %                        |
| María Graciela Manzanares               |                          | Hacemos por Córdoba                        | 1.840                    | 62,69                    |
| Francisco Delfino Ferraro               |                          | Unión Cívica Radical                       | 895                      | 30,49                    |
| Armando Gustovo Paiz                    |                          | Córdoba Cambia                             | 146                      | 4,97                     |
| Diego Nicolás Rodríguez                 |                          | Política Abierta para la Integridad Social | 54                       | 1,84                     |
| Votos positivos                         | Votos positivos          | Votos positivos                            | 2.935                    | 78,25                    |
| Votos en blanco                         | Votos en blanco          | Votos en blanco                            | 705                      | 18,79                    |
| Votos nulos                             | Votos nulos              | Votos nulos                                | 111                      | 2,96                     |
| Participación                           | Participación            | Participación                              | 3.751                    | 74,99                    |
| Electores registrados                   | Electores registrados    | Electores registrados                      | 5.002                    | 100                      |
| Pocho 1 Legislador                      |                          |                                            |                          |                          |
| Candidato                               | Partido                  | Partido                                    | Votos                    | %                        |
| Raúl Guillermo Recalde                  |                          | Unión Cívica Radical                       | 1.120                    | 33,92                    |
| Hugo Oscar Cuello                       |                          | Hacemos por Córdoba                        | 1.073                    | 32,50                    |
| Jorge Edberto Heredia                   |                          | Movimiento de Acción Vecinal               | 1.020                    | 30,89                    |
| Miguel Gustavo Toledo                   |                          | Córdoba Cambia                             | 89                       | 2,70                     |
| Votos positivos                         | Votos positivos          | Votos positivos                            | 3.302                    | 90,57                    |
| Votos en blanco                         | Votos en blanco          | Votos en blanco                            | 218                      | 5,98                     |
| Votos nulos                             | Votos nulos              | Votos nulos                                | 126                      | 3,46                     |
| Participación                           | Participación            | Participación                              | 3.646                    | 78,09                    |
| Electores registrados                   | Electores registrados    | Electores registrados                      | 4.669                    | 100                      |
| Punilla 1 Legislador                    |                          |                                            |                          |                          |
| Candidato                               | Partido                  | Partido                                    | Votos                    | %                        |
| Miguel Ángel Ignacio Maldonado          |                          | Hacemos por Córdoba                        | 49.399                   | 50,73                    |
| Eduardo Emilio Arduh                    |                          | Córdoba Cambia                             | 20.022                   | 20,56                    |
| Edgardo Gustavo Pueyo                   |                          | Unión Cívica Radical                       | 10.775                   | 11,07                    |
| María Fernanda Ames                     |                          | Frente de Izquierda y de los Trabajadores  | 4.168                    | 4,28                     |
| María Fernanda Nocetti                  |                          | Encuentro Vecinal Córdoba                  | 3.550                    | 3,65                     |
| Macarena Soledad Montoya                |                          | MST-Nueva Izquierda                        | 2.749                    | 2,82                     |
| Rubén Alejandro Delalande               |                          | Partido Humanista                          | 2.006                    | 2,06                     |
| Danián Darío Morgan                     |                          | Vecinalismo Independiente                  | 1.264                    | 1,30                     |
| Diego Leonardo Settimo                  |                          | Unión Ciudadana                            | 956                      | 0,98                     |
| Cristian Franco Meyer                   |                          | Unión del Centro Democrático               | 721                      | 0,74                     |
| Andrea Fabiana Garrido                  |                          | Movimiento de Acción Vecinal               | 717                      | 0,74                     |
| José Luis Rasente                       |                          | Movimiento Avanzada Socialista             | 634                      | 0,65                     |
| Sandra Patricia Beggino                 |                          | Política Abierta para la Integridad Social | 415                      | 0,43                     |
| Votos positivos                         | Votos positivos          | Votos positivos                            | 97.376                   | 84,33                    |
| Votos en blanco                         | Votos en blanco          | Votos en blanco                            | 14.618                   | 12,66                    |
| Votos nulos                             | Votos nulos              | Votos nulos                                | 3.477                    | 3,01                     |
| Participación                           | Participación            | Participación                              | 115.471                  | 68,21                    |
| Electores registrados                   | Electores registrados    | Electores registrados                      | 169.287                  | 100                      |
| Río Cuarto 1 Legislador                 |                          |                                            |                          |                          |
| Candidato                               | Partido                  | Partido                                    | Votos                    | %                        |
| Adriana Nazario                         |                          | Hacemos por Córdoba                        | 71.669                   | 59,25                    |
| Hernán Gonzalo Parodi                   |                          | Córdoba Cambia                             | 20.809                   | 17,20                    |
| Gabriel Francisco Abrile                |                          | Unión Cívica Radical                       | 14.718                   | 12,17                    |
| Paula Ponte                             |                          | Encuentro Vecinal Córdoba                  | 2.828                    | 2,34                     |
| Guadalupe Lucía Fantin                  |                          | Frente de Izquierda y de los Trabajadores  | 2.778                    | 2,30                     |
| Raquel Beatriz Woods                    |                          | Partido Humanista                          | 1.927                    | 1,59                     |
| Eduardo José Luis Dellafiore            |                          | MST-Nueva Izquierda                        | 1.926                    | 1,59                     |
| Mauro Sebastián Calderón                |                          | Movimiento Avanzada Socialista             | 1.038                    | 0,86                     |
| Mario Enrique Juan Lamberghini          |                          | Unión Ciudadana                            | 1.012                    | 0,84                     |
| Fernando Andrés Caubet                  |                          | Vecinalismo Independiente                  | 955                      | 0,79                     |
| Juan Ramón Ponce                        |                          | Unión del Centro Democrático               | 508                      | 0,42                     |
| Rosa Liliana Portales                   |                          | Movimiento de Acción Vecinal               | 424                      | 0,35                     |
| Luis Adrián Lobo                        |                          | Política Abierta para la Integridad Social | 370                      | 0,31                     |
| Votos positivos                         | Votos positivos          | Votos positivos                            | 120.962                  | 81,05                    |
| Votos en blanco                         | Votos en blanco          | Votos en blanco                            | 23.212                   | 15,55                    |
| Votos nulos                             | Votos nulos              | Votos nulos                                | 5.074                    | 3,40                     |
| Participación                           | Participación            | Participación                              | 149.248                  | 70,26                    |
| Electores registrados                   | Electores registrados    | Electores registrados                      | 212.417                  | 100                      |
| Río Primero 1 Legislador                |                          |                                            |                          |                          |
| Candidato                               | Partido                  | Partido                                    | Votos                    | %                        |
| Juan José Blangino                      |                          | Hacemos por Córdoba                        | 16.045                   | 59,10                    |
| Fernando Marcelo Gazzoni                |                          | Unión Cívica Radical                       | 8.125                    | 29,93                    |
| Alberto Nicolás Rivero                  |                          | Córdoba Cambia                             | 1.921                    | 7,08                     |
| Raúl Antonio Gudiño Cosmán              |                          | Encuentro Vecinal Córdoba                  | 333                      | 1,23                     |
| Raúl Alberto Morello                    |                          | Vecinalismo Independiente                  | 246                      | 0,91                     |
| Guillermo Daniel Godoy                  |                          | Frente de Izquierda y de los Trabajadores  | 156                      | 0,57                     |
| Romina Paola Navarro                    |                          | MST-Nueva Izquierda                        | 146                      | 0,54                     |
| Rubén Fernando Espino                   |                          | Unión del Centro Democrático               | 90                       | 0,33                     |
| Diego Hernán Zampini                    |                          | Unión Ciudadana                            | 86                       | 0,32                     |
| Votos positivos                         | Votos positivos          | Votos positivos                            | 27.148                   | 84,63                    |
| Votos en blanco                         | Votos en blanco          | Votos en blanco                            | 4.080                    | 12,72                    |
| Votos nulos                             | Votos nulos              | Votos nulos                                | 850                      | 2,65                     |
| Participación                           | Participación            | Participación                              | 32.078                   | 77,72                    |
| Electores registrados                   | Electores registrados    | Electores registrados                      | 41.273                   | 100                      |
| Río Seco 1 Legislador                   |                          |                                            |                          |                          |
| Candidato                               | Partido                  | Partido                                    | Votos                    | %                        |
| Gustavo Alberto Eslava                  |                          | Hacemos por Córdoba                        | 4.906                    | 64,80                    |
| Mauricio Frediani                       |                          | Unión Cívica Radical                       | 2.276                    | 30,06                    |
| Arnaldo Gabriel Maldonado               |                          | Movimiento de Acción Vecinal               | 160                      | 2,11                     |
| Enrique Micael Ibarra                   |                          | Córdoba Cambia                             | 143                      | 1,89                     |
| Maximiliano Carballo                    |                          | Política Abierta para la Integridad Social | 49                       | 0,65                     |
| Diego Nicolás Mores Baima               |                          | MST-Nueva Izquierda                        | 37                       | 0,49                     |
| Votos positivos                         | Votos positivos          | Votos positivos                            | 7.571                    | 80,30                    |
| Votos en blanco                         | Votos en blanco          | Votos en blanco                            | 1.549                    | 16,43                    |
| Votos nulos                             | Votos nulos              | Votos nulos                                | 308                      | 3,27                     |
| Participación                           | Participación            | Participación                              | 9.428                    | 73,76                    |
| Electores registrados                   | Electores registrados    | Electores registrados                      | 12.782                   | 100                      |
| Río Segundo 1 Legislador                |                          |                                            |                          |                          |
| Candidato                               | Partido                  | Partido                                    | Votos                    | %                        |
| Francisco José Fortuna                  |                          | Hacemos por Córdoba                        | 30.740                   | 56,42                    |
| Raúl Eduardo Ascorti                    |                          | Unión Cívica Radical                       | 12.770                   | 23,44                    |
| Hugo Florentino Gómez Taborda           |                          | Córdoba Cambia                             | 7.366                    | 13,52                    |
| Alba del Valle Quintero                 |                          | Encuentro Vecinal Córdoba                  | 998                      | 1,83                     |
| Germán Emilio Silva                     |                          | Frente de Izquierda y de los Trabajadores  | 810                      | 1,49                     |
| Bárbara Vacchiani                       |                          | MST-Nueva Izquierda                        | 434                      | 0,80                     |
| Cristina Elena de las Mercedes González |                          | Vecinalismo Independiente                  | 397                      | 0,73                     |
| Débora Penélope Errasti                 |                          | Movimiento Avanzada Socialista             | 379                      | 0,70                     |
| Edgard José Balduzzi                    |                          | Unión del Centro Democrático               | 263                      | 0,48                     |
| Sergio Bernardo Dalmiro Malone          |                          | Movimiento de Acción Vecinal               | 172                      | 0,32                     |
| Silvia Cristina Giotto                  |                          | Política Abierta para la Integridad Social | 157                      | 0,29                     |
| Votos positivos                         | Votos positivos          | Votos positivos                            | 54.486                   | 78,00                    |
| Votos en blanco                         | Votos en blanco          | Votos en blanco                            | 13.590                   | 19,45                    |
| Votos nulos                             | Votos nulos              | Votos nulos                                | 1.780                    | 2,55                     |
| Participación                           | Participación            | Participación                              | 69.856                   | 77,63                    |
| Electores registrados                   | Electores registrados    | Electores registrados                      | 89.988                   | 100                      |
| Roque Sáenz Peña 1 Legislador           |                          |                                            |                          |                          |
| Candidato                               | Partido                  | Partido                                    | Votos                    | %                        |
| Julián María López                      |                          | Hacemos por Córdoba                        | 10.974                   | 62,71                    |
| Gonzalo Daniel Pérez                    |                          | Unión Cívica Radical                       | 3.427                    | 19,58                    |
| Yamil Reigosa                           |                          | Córdoba Cambia                             | 2.405                    | 13,74                    |
| Adriana Inés Badariotti                 |                          | Partido Humanista                          | 258                      | 1,47                     |
| Carlos María Villalón                   |                          | Frente de Izquierda y de los Trabajadores  | 186                      | 1,06                     |
| Santiago Emilio Molina                  |                          | MST-Nueva Izquierda                        | 122                      | 0,70                     |
| Flavia Mildre Stuchlik                  |                          | Vecinalismo Independiente                  | 80                       | 0,46                     |
| Silvia Mariana Ortega                   |                          | Política Abierta para la Integridad Social | 48                       | 0,27                     |
| Votos positivos                         | Votos positivos          | Votos positivos                            | 17.500                   | 76,83                    |
| Votos en blanco                         | Votos en blanco          | Votos en blanco                            | 4.709                    | 20,67                    |
| Votos nulos                             | Votos nulos              | Votos nulos                                | 569                      | 2,50                     |
| Participación                           | Participación            | Participación                              | 22.778                   | 74,88                    |
| Electores registrados                   | Electores registrados    | Electores registrados                      | 30.419                   | 100                      |
| San Alberto 1 Legislador                |                          |                                            |                          |                          |
| Candidato                               | Partido                  | Partido                                    | Votos                    | %                        |
| Alfredo Altamirano                      |                          | Hacemos por Córdoba                        | 12.706                   | 66,52                    |
| Luis Enrique Agüero                     |                          | Unión Cívica Radical                       | 3.205                    | 16,78                    |
| Gustavo Guido Funes                     |                          | Córdoba Cambia                             | 1.915                    | 10,03                    |
| Ernesto David Arce                      |                          | Frente de Izquierda y de los Trabajadores  | 546                      | 2,86                     |
| Lucas Fernando Guzmán                   |                          | Movimiento de Acción Vecinal               | 340                      | 1,78                     |
| Viviana Silvia Ruiz                     |                          | Política Abierta para la Integridad Social | 263                      | 1,38                     |
| Alejandro Francisco Rodríguez           |                          | Vecinalismo Independiente                  | 127                      | 0,66                     |
| Votos positivos                         | Votos positivos          | Votos positivos                            | 19.102                   | 72,84                    |
| Votos en blanco                         | Votos en blanco          | Votos en blanco                            | 6.532                    | 24,91                    |
| Votos nulos                             | Votos nulos              | Votos nulos                                | 591                      | 2,25                     |
| Participación                           | Participación            | Participación                              | 26.225                   | 76,02                    |
| Electores registrados                   | Electores registrados    | Electores registrados                      | 34.497                   | 100                      |
| San Javier 1 Legislador                 |                          |                                            |                          |                          |
| Candidato                               | Partido                  | Partido                                    | Votos                    | %                        |
| Oscar Félix González                    |                          | Hacemos por Córdoba                        | 17.840                   | 65,42                    |
| Luis Fernando Giovannini                |                          | Unión Cívica Radical                       | 3.538                    | 12,97                    |
| Víctor Hugo Zani                        |                          | Córdoba Cambia                             | 3.162                    | 11,60                    |
| Juan Alejandro Maañon                   |                          | Frente de Izquierda y de los Trabajadores  | 965                      | 3,54                     |
| Pablo Sebastián Montivero               |                          | Encuentro Vecinal Córdoba                  | 888                      | 3,26                     |
| Walter Emiliano Romero                  |                          | MST-Nueva Izquierda                        | 287                      | 1,05                     |
| Cristian Marcelo Formini                |                          | Vecinalismo Independiente                  | 251                      | 0,92                     |
| Daniel Oscar Oviedo                     |                          | Política Abierta para la Integridad Social | 175                      | 0,64                     |
| Marcela Mónica Arregui                  |                          | Movimiento de Acción Vecinal               | 164                      | 0,60                     |
| Votos positivos                         | Votos positivos          | Votos positivos                            | 27.270                   | 79,62                    |
| Votos en blanco                         | Votos en blanco          | Votos en blanco                            | 6.112                    | 17,84                    |
| Votos nulos                             | Votos nulos              | Votos nulos                                | 869                      | 2,54                     |
| Participación                           | Participación            | Participación                              | 34.251                   | 70,41                    |
| Electores registrados                   | Electores registrados    | Electores registrados                      | 48.646                   | 100                      |
| San Justo 1 Legislador                  |                          |                                            |                          |                          |
| Candidato                               | Partido                  | Partido                                    | Votos                    | %                        |
| Ramón Luis Giraldi                      |                          | Hacemos por Córdoba                        | 62.296                   | 60,59                    |
| Daniela Lilián Vilosio                  |                          | Córdoba Cambia                             | 18.621                   | 18,11                    |
| Marta Teresita Borello                  |                          | Unión Cívica Radical                       | 12.385                   | 12,05                    |
| Elena María de las Mercedes Vacchetta   |                          | Encuentro Vecinal Córdoba                  | 2.567                    | 2,50                     |
| Ailén Suyai Cabrera                     |                          | Frente de Izquierda y de los Trabajadores  | 1.897                    | 1,84                     |
| Fernando Rodolfo Lanza                  |                          | MST-Nueva Izquierda                        | 1.246                    | 1,21                     |
| Germán Blas Carignano                   |                          | Vecinalismo Independiente                  | 1.035                    | 1,01                     |
| Alejandro Rubén Cabrera                 |                          | Unión Ciudadana                            | 926                      | 0,90                     |
| María Jimena Berón                      |                          | Movimiento Avanzada Socialista             | 648                      | 0,63                     |
| Oscar Rubén Quevedo                     |                          | Movimiento de Acción Vecinal               | 446                      | 0,43                     |
| Edgardo Julio Lucero                    |                          | Unión del Centro Democrático               | 441                      | 0,43                     |
| Paulo Julián del Río                    |                          | Política Abierta para la Integridad Social | 312                      | 0,30                     |
| Votos positivos                         | Votos positivos          | Votos positivos                            | 102.820                  | 76,62                    |
| Votos en blanco                         | Votos en blanco          | Votos en blanco                            | 27.726                   | 20,66                    |
| Votos nulos                             | Votos nulos              | Votos nulos                                | 3.651                    | 2,72                     |
| Participación                           | Participación            | Participación                              | 134.197                  | 74,55                    |
| Electores registrados                   | Electores registrados    | Electores registrados                      | 180.018                  | 100                      |
| Santa María 1 Legislador                |                          |                                            |                          |                          |
| Candidato                               | Partido                  | Partido                                    | Votos                    | %                        |
| Walter Eduardo Saieg                    |                          | Hacemos por Córdoba                        | 31.169                   | 55,82                    |
| Roberto Jorge Brunengo                  |                          | Córdoba Cambia                             | 9.478                    | 16,97                    |
| Luis Graciela Rodríguez                 |                          | Unión Cívica Radical                       | 5.981                    | 10,71                    |
| Juan Luis Amestoy                       |                          | Encuentro Vecinal Córdoba                  | 2.309                    | 4,14                     |
| Natalía Carla Marchetti                 |                          | Frente de Izquierda y de los Trabajadores  | 1.985                    | 3,55                     |
| Pedro Garbi                             |                          | MST-Nueva Izquierda                        | 1.241                    | 2,22                     |
| Gertrudis Silvia Schüle                 |                          | Partido Humanista                          | 990                      | 1,77                     |
| Mirna Mabel Díaz Cabral                 |                          | Vecinalismo Independiente                  | 672                      | 1,20                     |
| Marcelo Cammisa                         |                          | Unión Ciudadana                            | 494                      | 0,88                     |
| Leonardo Ariel Ochonga                  |                          | Política Abierta para la Integridad Social | 490                      | 0,88                     |
| Nora Haidee Pucheta                     |                          | Movimiento de Acción Vecinal               | 465                      | 0,83                     |
| Edgardo Abel Scotto                     |                          | Unión del Centro Democrático               | 304                      | 0,54                     |
| Elvia Estela Pallero                    |                          | Movimiento Avanzada Socialista             | 261                      | 0,47                     |
| Votos positivos                         | Votos positivos          | Votos positivos                            | 55.839                   | 77,24                    |
| Votos en blanco                         | Votos en blanco          | Votos en blanco                            | 14.025                   | 19,40                    |
| Votos nulos                             | Votos nulos              | Votos nulos                                | 2.429                    | 3,36                     |
| Participación                           | Participación            | Participación                              | 72.293                   | 75,50                    |
| Electores registrados                   | Electores registrados    | Electores registrados                      | 95.748                   | 100                      |
| Sobremonte 1 Legislador                 |                          |                                            |                          |                          |
| Candidato                               | Partido                  | Partido                                    | Votos                    | %                        |
| María Emilia Eslava                     |                          | Hacemos por Córdoba                        | 1.611                    | 52,61                    |
| Elmer Hipólito Vigil                    |                          | Movimiento de Acción Vecinal               | 1.410                    | 46,05                    |
| Juan Miguel Montenegro                  |                          | Frente de Izquierda y de los Trabajadores  | 21                       | 0,69                     |
| Alfredo Antonio Jara                    |                          | Córdoba Cambia                             | 17                       | 0,56                     |
| Azucena Julia Galván                    |                          | MST-Nueva Izquierda                        | 3                        | 0,10                     |
| Votos positivos                         | Votos positivos          | Votos positivos                            | 3.062                    | 88,70                    |
| Votos en blanco                         | Votos en blanco          | Votos en blanco                            | 331                      | 9,59                     |
| Votos nulos                             | Votos nulos              | Votos nulos                                | 59                       | 1,71                     |
| Participación                           | Participación            | Participación                              | 3.452                    | 83,87                    |
| Electores registrados                   | Electores registrados    | Electores registrados                      | 4.116                    | 100                      |
| Tercero Arriba 1 Legislador             |                          |                                            |                          |                          |
| Candidato                               | Partido                  | Partido                                    | Votos                    | %                        |
| Adrián Rubén Scorza                     |                          | Hacemos por Córdoba                        | 34.451                   | 58,24                    |
| Laura Ivana Devalis                     |                          | Córdoba Cambia                             | 9.383                    | 15,86                    |
| Edson Armando Franco                    |                          | Unión Cívica Radical                       | 7.124                    | 12,04                    |
| Gabriela Carolina Moretta               |                          | Encuentro Vecinal Córdoba                  | 1.875                    | 3,17                     |
| Pedro Luis Figueroa                     |                          | Vecinalismo Independiente                  | 1.350                    | 2,28                     |
| Rodrigo Córdoba                         |                          | Frente de Izquierda y de los Trabajadores  | 1.136                    | 1,92                     |
| Marcelo Martín Masotti                  |                          | Partido Humanista                          | 979                      | 1,66                     |
| Carlos Guillermo Ariza                  |                          | MST-Nueva Izquierda                        | 692                      | 1,17                     |
| Federico Sebastián Quiroga              |                          | Unión Ciudadana                            | 658                      | 1,11                     |
| Omar Nolberto Ibarra                    |                          | Unión del Centro Democrático               | 598                      | 1,01                     |
| José Antonio Constantín                 |                          | Movimiento de Acción Vecinal               | 337                      | 0,57                     |
| Fernando Nicolás Ansaldi                |                          | Movimiento Avanzada Socialista             | 320                      | 0,54                     |
| Luciana Páez                            |                          | Política Abierta para la Integridad Social | 250                      | 0,42                     |
| Votos positivos                         | Votos positivos          | Votos positivos                            | 59.153                   | 83,05                    |
| Votos en blanco                         | Votos en blanco          | Votos en blanco                            | 9.893                    | 13,89                    |
| Votos nulos                             | Votos nulos              | Votos nulos                                | 2.177                    | 3,06                     |
| Participación                           | Participación            | Participación                              | 71.223                   | 72,82                    |
| Electores registrados                   | Electores registrados    | Electores registrados                      | 97.805                   | 100                      |
| Totoral 1 Legislador                    |                          |                                            |                          |                          |
| Candidato                               | Partido                  | Partido                                    | Votos                    | %                        |
| Raúl Horacio Latimori                   |                          | Hacemos por Córdoba                        | 6.087                    | 59,58                    |
| Carlos Emilio Pontelli                  |                          | Unión Cívica Radical                       | 2.563                    | 25,09                    |
| María Eugenia Gigena                    |                          | Córdoba Cambia                             | 728                      | 7,13                     |
| Edgardo Raúl Bader                      |                          | Encuentro Vecinal Córdoba                  | 422                      | 4,13                     |
| Luis Hipólito Ordóñez                   |                          | Movimiento de Acción Vecinal               | 165                      | 1,62                     |
| Sergio Eduin Santa Cruz                 |                          | Frente de Izquierda y de los Trabajadores  | 107                      | 1,05                     |
| Karen Yamila Keiddine Ledesma           |                          | Vecinalismo Independiente                  | 96                       | 0,94                     |
| Tomás Aguilera Olariaga                 |                          | Unión Ciudadana                            | 48                       | 0,47                     |
| Votos positivos                         | Votos positivos          | Votos positivos                            | 10.216                   | 72,77                    |
| Votos en blanco                         | Votos en blanco          | Votos en blanco                            | 3.548                    | 25,27                    |
| Votos nulos                             | Votos nulos              | Votos nulos                                | 274                      | 1,95                     |
| Participación                           | Participación            | Participación                              | 14.038                   | 82,83                    |
| Electores registrados                   | Electores registrados    | Electores registrados                      | 16.948                   | 100                      |
| Tulumba 1 Legislador                    |                          |                                            |                          |                          |
| Candidato                               | Partido                  | Partido                                    | Votos                    | %                        |
| Isaac López                             |                          | Hacemos por Córdoba                        | 4.086                    | 62,13                    |
| Arnoldo Amadeo Quinteros                |                          | Unión Cívica Radical                       | 1.818                    | 27,64                    |
| Alejandro Darío Bustamante              |                          | Córdoba Cambia                             | 346                      | 5,26                     |
| Martín Fernando Saavedra                |                          | Política Abierta para la Integridad Social | 131                      | 1,99                     |
| Mayra Dayana Carreras                   |                          | Movimiento Avanzada Socialista             | 82                       | 1,25                     |
| Cristian Andrés Ferreyra                |                          | Partido Humanista                          | 68                       | 1,03                     |
| Juan Carlos Esteban Quinteros           |                          | Vecinalismo Independiente                  | 46                       | 0,70                     |
| Votos positivos                         | Votos positivos          | Votos positivos                            | 6.577                    | 69,33                    |
| Votos en blanco                         | Votos en blanco          | Votos en blanco                            | 2.712                    | 28,59                    |
| Votos nulos                             | Votos nulos              | Votos nulos                                | 197                      | 2,08                     |
| Participación                           | Participación            | Participación                              | 9.486                    | 78,50                    |
| Electores registrados                   | Electores registrados    | Electores registrados                      | 12.084                   | 100                      |
| Unión 1 Legislador                      |                          |                                            |                          |                          |
| Candidato                               | Partido                  | Partido                                    | Votos                    | %                        |
| Dardo Alberto Iturria                   |                          | Hacemos por Córdoba                        | 31.588                   | 60,80                    |
| Pablo Romero Delisa                     |                          | Unión Cívica Radical                       | 8.581                    | 16,52                    |
| Silvio René Carrario                    |                          | Córdoba Cambia                             | 8.121                    | 15,63                    |
| Daniel Alberto Luciani                  |                          | Encuentro Vecinal Córdoba                  | 850                      | 1,64                     |
| Carolina Filippi                        |                          | Frente de Izquierda y de los Trabajadores  | 775                      | 1,49                     |
| Darío Orlando González                  |                          | MST-Nueva Izquierda                        | 469                      | 0,90                     |
| Diego Andrés Parapar                    |                          | Movimiento de Acción Vecinal               | 467                      | 0,90                     |
| Guillermo Orosman Prederio              |                          | Vecinalismo Independiente                  | 328                      | 0,63                     |
| Eliana Romina Ferrel Dreiling           |                          | Movimiento Avanzada Socialista             | 328                      | 0,63                     |
| Juan José Zanini                        |                          | Unión del Centro Democrático               | 301                      | 0,58                     |
| Ramón Claudio Ceballos                  |                          | Política Abierta para la Integridad Social | 143                      | 0,28                     |
| Votos positivos                         | Votos positivos          | Votos positivos                            | 51.951                   | 79,55                    |
| Votos en blanco                         | Votos en blanco          | Votos en blanco                            | 11.783                   | 18,04                    |
| Votos nulos                             | Votos nulos              | Votos nulos                                | 1.569                    | 2,40                     |
| Participación                           | Participación            | Participación                              | 65.303                   | 70,31                    |
| Electores registrados                   | Electores registrados    | Electores registrados                      | 92.875                   | 100                      |